# بريديال
بريديال (وتنطق: pronounced [preˈde̯al]) وهي بلدة في مقاطعة براشوف، الواقعة في إقليم ترانسيلفانيا، في جُمهورية رومانيا.

## نبذة
تعد بريديال منتجعٌ جبلي، وهي أعلى بلدة في رومانيا. وتقع في وادي براهوفا على ارتفاع يزيد عن 1,000 متر (3,281 قدم) . وتضم البلدة تحت إدارتها ثلاث قرى: بورولو ريسه وتيميسو دي جوس وتيميسو دي سوس. وتم توأمة بريديال مع بلدة ماكوجناغا، الإيطالية.
وفي مطلع العقد الأول من القرن الحادي والعشرين، تعرضت المنطقة إلى طفرة في أعمال البناء، ولكن تمتلك حالياً العديد من العائلات الثرية ملاذات جبلية في بريديال.
وخلال المهرجان الشتوي الأولمبي الأوروبي للشباب في عام 2013، قامت البلدة باستضافت مسابقات التزلج الريفي على الثلج والتزلج على الجليد.

## أصل التسمية
اشتقَ اسم بريديال من الكلمة السلافية بريدل ، والتي تعني «الحدود».

## التاريخ
وقد تعرضت البلدة لأضرارٍ جسيمة خلال معركة معبر بريديال، التي حدثت في الحرب العالمية الأولى، وعلى الرغم من أن البلدة نفسها كانت قد خسرت أمام قوات القوى المركزية المهاجمة، إلا أن المعركة أسفرت في نهايتها عن انتصار الدفاع الروماني.

## الجغرافية
وتقع بريديال في سينترو وهي منطقة التنمية في رومانيا، الواقعة في وادي براهوفا، في الجزء الجنوبي من مقاطعة براشوف. وتجاورها أزوجا من الجنوب، وبوتيني من الجنوب الغربي، وراينوف من الشمال الغربي، وأخيراً براشوف من الشمال.
وتعد بريديال بلدةً جبلية، حيث يحُدها من الشمال جبال بياترا ماري، ومن الجنوب الغربي جبال بوسيجي، ومن الشمال الغربي بوسترافل ماسف. وتحُفها الغابات التي تحتوي على حيوانات غنية ومتنوعة، بما في ذلك عدد كبير من الخنازير البرية، وخز الصنوبر الأوروبي، والدببة، والثعالب، والذئاب الرمادية، والغزلان، والسناجب، والأرانب، والغرير، وديوك الخلنج الغربي.

## المناخ
وتمتاز بريديال بصيفٍ دافئ ومناخٍ قاريٍ رطب (تصنيف كوبن للمناخ).
| Climate data for Predeal                                                 | Climate data for Predeal | Climate data for Predeal | Climate data for Predeal | Climate data for Predeal | Climate data for Predeal | Climate data for Predeal | Climate data for Predeal | Climate data for Predeal | Climate data for Predeal | Climate data for Predeal | Climate data for Predeal | Climate data for Predeal | Climate data for Predeal |
| Month                                                                    | Jan                      | Feb                      | Mar                      | Apr                      | May                      | Jun                      | Jul                      | Aug                      | Sep                      | Oct                      | Nov                      | Dec                      | Year                     |
| ------------------------------------------------------------------------ | ------------------------ | ------------------------ | ------------------------ | ------------------------ | ------------------------ | ------------------------ | ------------------------ | ------------------------ | ------------------------ | ------------------------ | ------------------------ | ------------------------ | ------------------------ |
| Average high °C (°F)                                                     | −1.2 (29.8)              | 0.5 (32.9)               | 4.4 (39.9)               | 10.1 (50.2)              | 15.1 (59.2)              | 18.4 (65.1)              | 20.3 (68.5)              | 20.5 (68.9)              | 15.8 (60.4)              | 10.9 (51.6)              | 5.9 (42.6)               | 0.5 (32.9)               | 10.1 (50.2)              |
| Daily mean °C (°F)                                                       | −5 (23)                  | −3.6 (25.5)              | 0.1 (32.2)               | 5.6 (42.1)               | 10.8 (51.4)              | 14.4 (57.9)              | 16.3 (61.3)              | 16.3 (61.3)              | 11.7 (53.1)              | 6.7 (44.1)               | 2.2 (36.0)               | −3 (27)                  | 6.0 (42.9)               |
| Average low °C (°F)                                                      | −8.5 (16.7)              | −7.4 (18.7)              | −4 (25)                  | 1 (34)                   | 6.2 (43.2)               | 10.1 (50.2)              | 11.9 (53.4)              | 12.1 (53.8)              | 7.8 (46.0)               | 3.1 (37.6)               | −0.8 (30.6)              | −6.1 (21.0)              | 2.1 (35.9)               |
| Average precipitation mm (inches)                                        | 46 (1.8)                 | 44 (1.7)                 | 62 (2.4)                 | 93 (3.7)                 | 134 (5.3)                | 138 (5.4)                | 136 (5.4)                | 110 (4.3)                | 74 (2.9)                 | 59 (2.3)                 | 52 (2.0)                 | 51 (2.0)                 | 999 (39.2)               |
| Source: https://en.climate-data.org/europe/romania/brasov/predeal-12796/ |                          |                          |                          |                          |                          |                          |                          |                          |                          |                          |                          |                          |                          |

## السياحة
وتعد بلدة بريديال وجهةً سياحية ذائعة الصيت في رومانيا، وخاصةً في فصل الشتاء.
وتحتوي بريديال على خمسة مسارات تزلج رئيسية، لكل منها درجة صعوبة، ويحتوي معظمها على بنادق لصنع الثلج، وبعضها مزود بأضواء كاشفة ومصاعد تزلج. وتتراوح أطوال المنحدرات من 790 متر (2,590 قدم) (مسار كلابيوست فارينت) إلى 2,243 متر (7,359 قدم) (مسار كوكسول).
وتشمل بعض مناطق الجذب السياحي بالبلدة ثلاث منتجعات: برازي وسوساي وبويانا سكويلور. وتوجد العديد من الوجهات السياحية على مقربة من بريديال مثل: قصر بيليش، وقلعة راينوف، وقلعة بران، ومدينة براشوف التراثية وكنيسة بيسيريكا نيجرو وسلالم كانيون السبعة.
وتم اعتماد البلدة كمنتجع مناخي بموجب مرسوم حكومي (HG 226/1992) بسبب الهواء المتأين بشدة والغني بالأشعة فوق البنفسجية وانخفاض الضغط الجوي؛ لذا فإن بريديال تحظى بشعبية في مجتمع العلاج الشامل.

## البنية التحتية
ويعبر البلدة طريقان محليه (طريق DN73A وطريقDN1) وسكة حديد محليه واحدة (خط 300، وهو أحد الخطوط الرئيسية في رومانيا). وبريديال هي إحدى البلدات التي سيعبرها في المستقبل طريق بوخارست - براشوف السريع.

## معرض صور

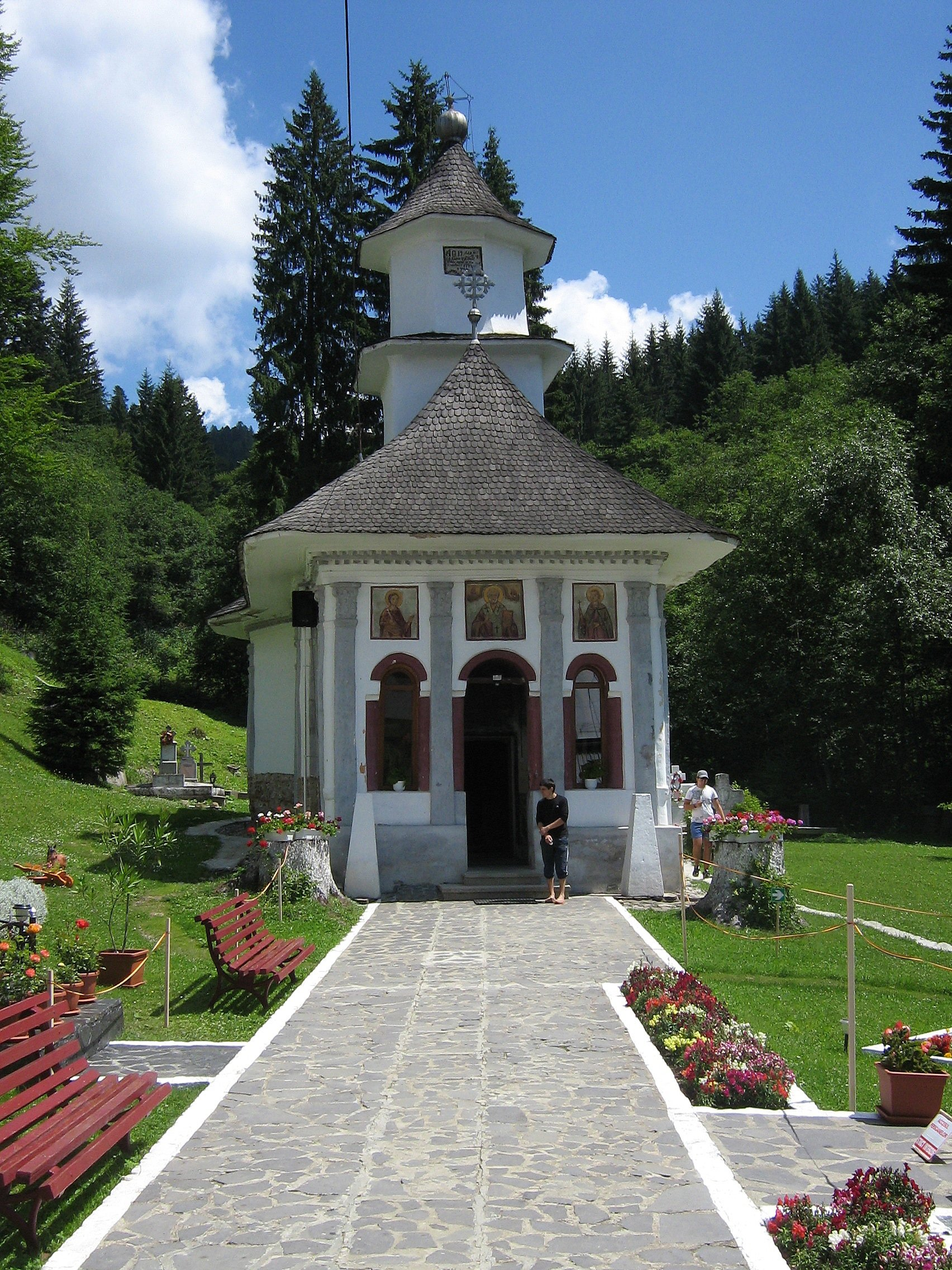
كنيسة دير بريديال
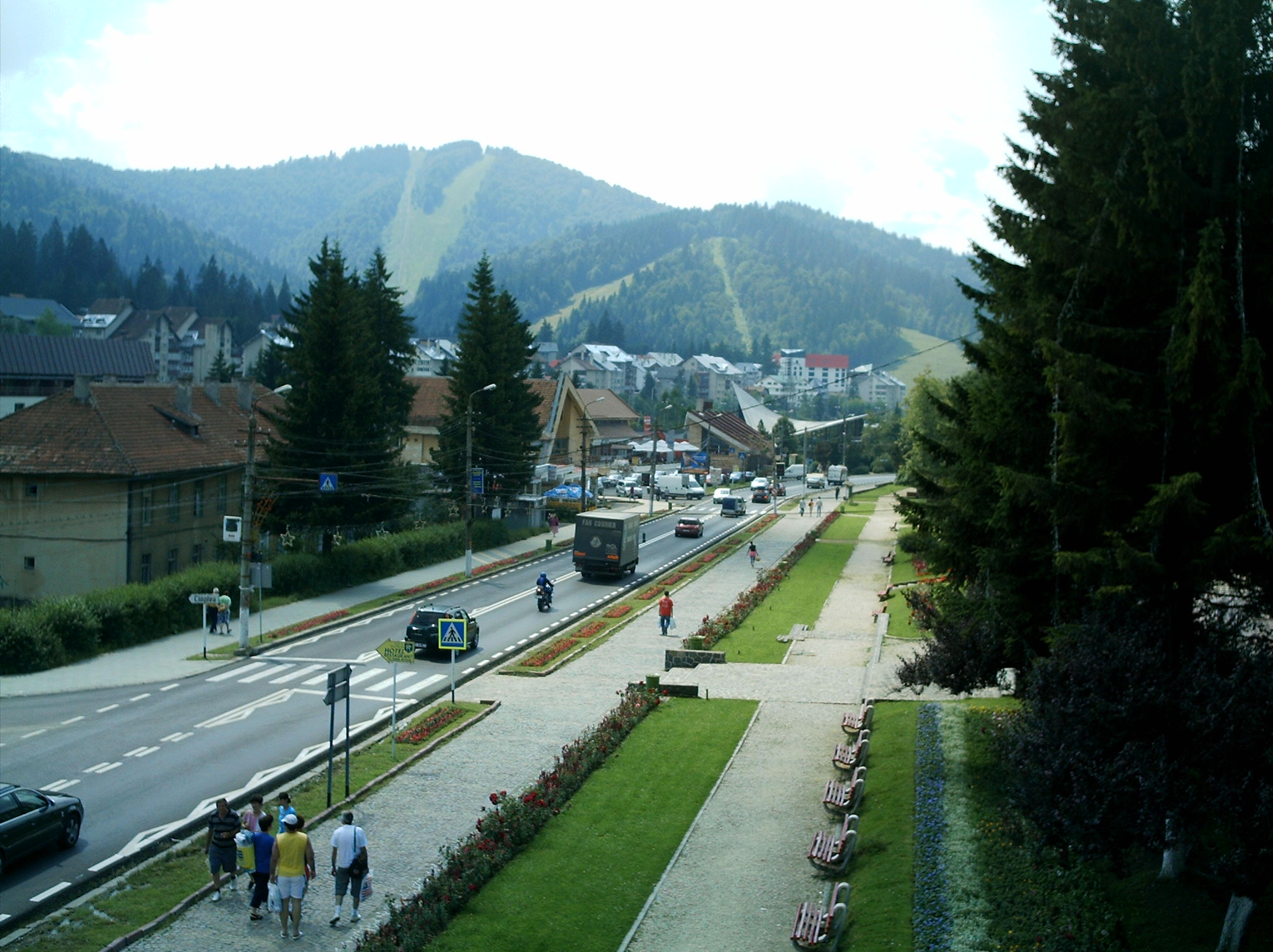
شارع في بريديال
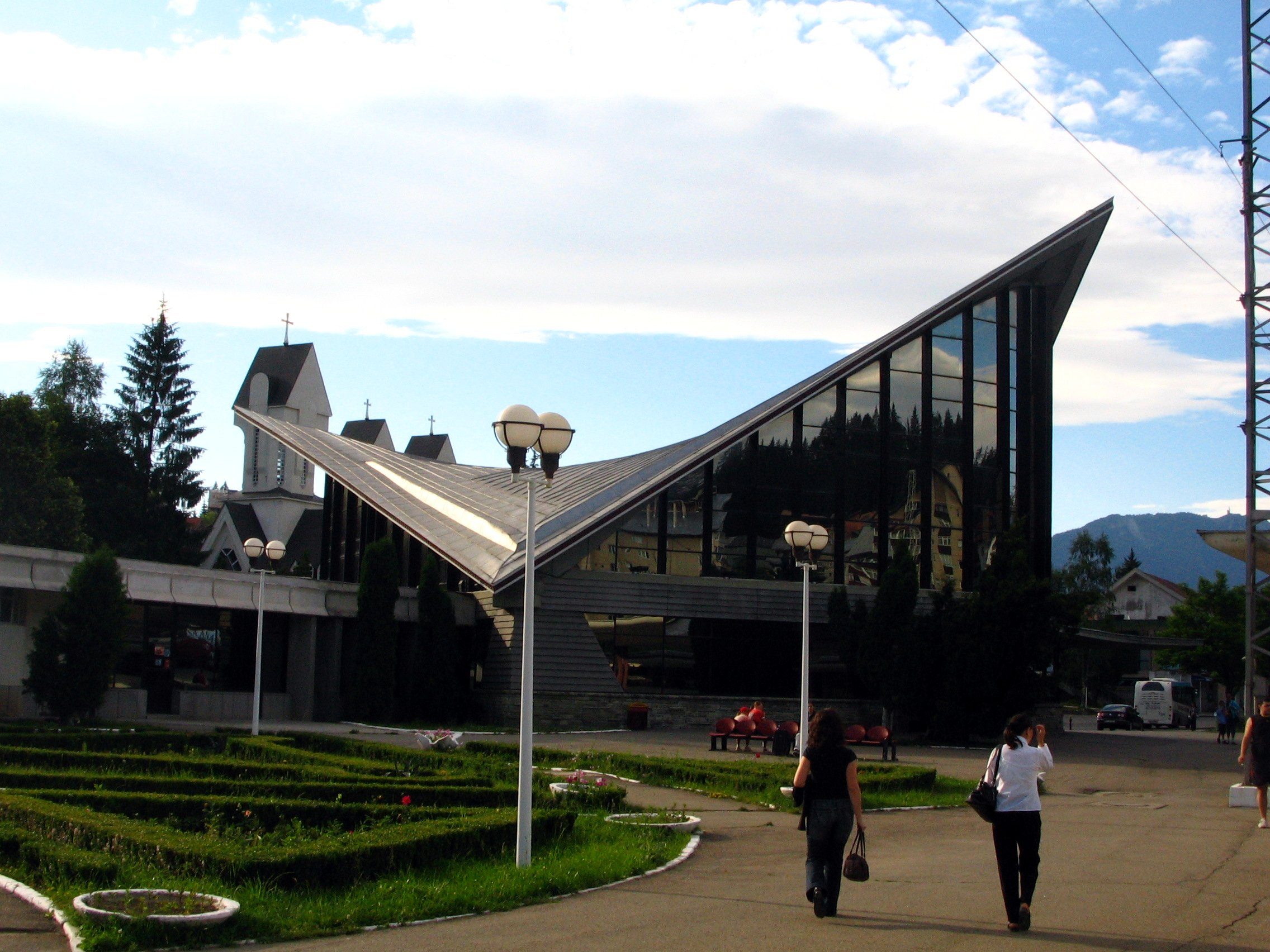
محطة سكة حديد بريديال
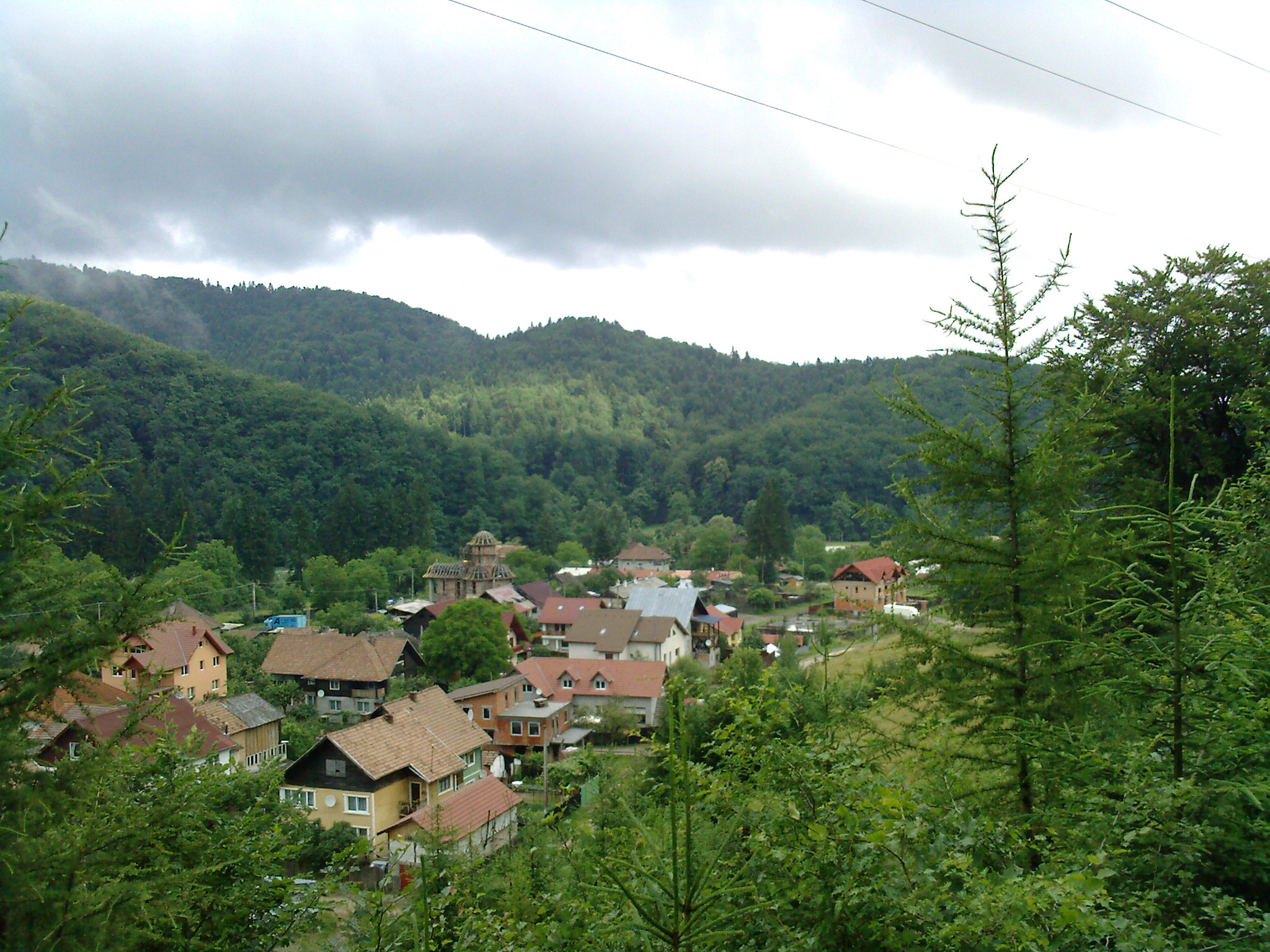
قرية تيميسو دي جوس